# Apatesia helianthoides
Apatesia helianthoides är en isörtsväxtart som först beskrevs av William Aiton, och fick sitt nu gällande namn av Nicholas Edward Brown. Apatesia helianthoides ingår i släktet Apatesia och familjen isörtsväxter. Inga underarter finns listade i Catalogue of Life.